# Bossypants
Bossypants é um livro autobiográfico de comédia escrito pela comediante americana Tina Fey. O livro liderou a lista de "Melhores Vendas" do The New York Times, e lá permaneceu por cinco semanas após o seu lançamento em 5 de Abril de 2011. Desde o seu lançamento, o livro já vendeu mais de um milhão de cópias somente no mercado americano. Além disso, a nomeação de Fey ao Grammy Award na categoria "Melhor Álbum de Palavra Falada" já vendeu mais de 150 mil cópias no Audible.com.

## Antecedentes

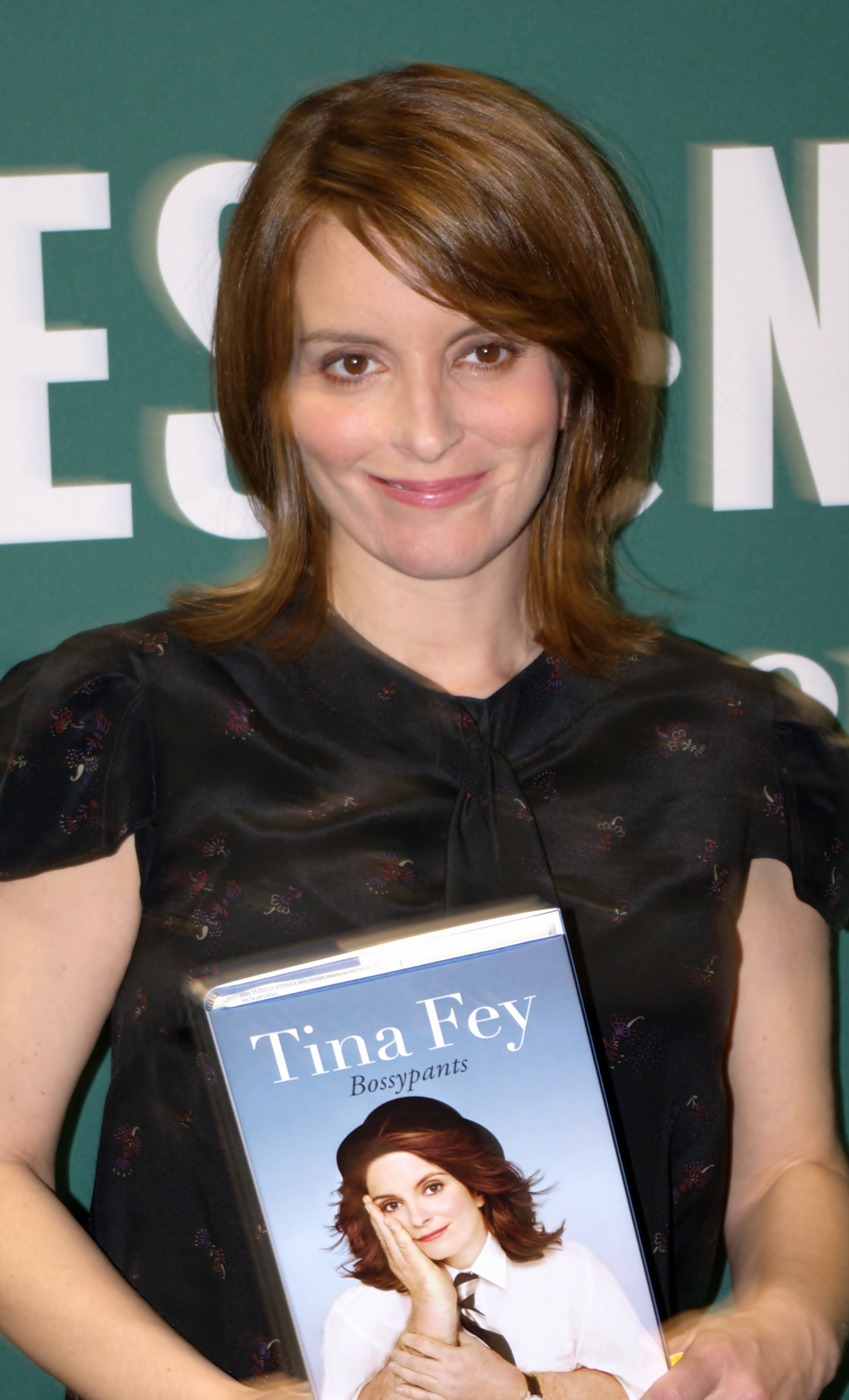
Tina Fey segurandoem suas mãos uma cópia de Bossypants.

Em 2008, a perspectiva de um livro da autoria de Tina Fey teria sido o objecto de uma guerra de lances entre os editores que eventuou em um avanço de $6 milhões de dólares. Como parte de seu acordo com a Little, Brown and Company, um presente foi feito para o Books for Kids Foundation baseada em Nova Iorque.

## Sinopse
Fey usa anedotas de humor para contar sua história de vida, incluindo a forma como ela veio a aparecer no Saturday Night Live e como ela criou 30 Rock.

## Recepção
Janet Maslin para o The New York Times chama Bossypants "a spiky blend of humor, introspection, critical thinking and Nora Ephron-isms for a new generation". Katie Roiphe para o Slate foi favorável para o humor em Bossypants, especialmente como Fey manda piadas como uma exibição pessoal de poder.